# Gruczoł woskowy
Gruczoł woskowy – gruczoł odwłokowy wydzielający wosk u niektórych owadów, np. pszczół robotnic, czy mszyc. Gruczoły te są wykorzystywane do wytwarzania wosku w postaci tarczek, nitek lub łusek, zaś u pszczół i trzmieli służy do budowy plastrów oraz wytwarzania warstwy ochronnej pokrywającej jaja.